# Cristodesisa
Cristodesisa is een kevergeslacht uit de familie van de boktorren (Cerambycidae). De wetenschappelijke naam van het geslacht werd voor het eerst geldig gepubliceerd in 1959 door Breuning.

## Soorten
Cristodesisa omvat de volgende soorten:
- Cristodesisa perakensis Breuning, 1959
- Cristodesisa vicina Breuning, 1972